# Різа Шевкієв
Різа Шевкієв (нар. 10 липня 1954, Самарканд, Узбецька РСР, СРСР) — український кримськотатарський політик, член Меджлісу кримськотатарського народу. 
Станом на 2014 — генеральний директор БО «ФОНД «КРИМ» (крим. «Кирим» FONDU» Hayriye Teskilati) — неприбуткової, національно-культурної, благодійної та правозахисної організації. Президент БО «ФОНД «КРИМ» — Мустафа Джемілєв.
Працюючи в БО «ФОНД «КРИМ» Різа Шевкієв виконує задачі по сприянню вирішенню проблем, пов'язаних з поверненням і облаштуванням депортованого кримськотатарського народу та інших репатріантів в Криму.
Освіта: вища.

## Позиція по кримській кризі
На сесії Курултаю в квітні 2014 р. Різа Шевкієв сказав, що «Курултай і Меджліс повинні бути послідовні у своїх рішеннях. «Все 23 року ми підтримували територіальну цілісність і суверенітет України. У цьому плані і Курултай, і Меджліс взяли багато рішень. Ми виступили свого часу проти незаконного референдуму і не визнали його підсумків, ми виступали за територіальну цілісність України, і тому сьогодні ми не можемо приймати рішень, які б суперечили всій 23-річної політичної лінії Курултаю і Меджлісу. Не слід тому говорити про входження нашої національно-територіальної автономії до складу Росії, а тільки про входження до складу України. Ті делегати, які говорять про входження до складу Росії, повинні мати на увазі: ви звернете увагу, в яку країну ми в такому випадку потрапляємо. Росія — це агресор, який зневажає міжнародне право, яка порушила цілісність тієї держави, в яке ми входили. З Криму літаки в Туреччину не літають, всюди встановлена цензура. Вже зараз ми знаходимося за пресом спецслужб Росії. Сьогодні вони нам м'яко стелять, а завтра ви можете опинитися там же, де були раніше і зовсім не в Криму»